# ويلي شيفر
ويلي شيفر (بالألمانية: Willy Schäfer)‏ (و. 1933 – 2011 م) هو مؤدي أصوات، وممثل مسرحي، وممثل أفلام، وممثل تلفزي ألماني، ولد في ساربروكن، توفي في ميونخ، عن عمر يناهز 78 عاماً.

## وصلات خارجية
- ويلي شيفر على موقع IMDb (الإنجليزية)
- ويلي شيفر على موقع قاعدة بيانات الفيلم (الإنجليزية)

- ويلي شيفر في قاعدة بيانات الأفلام على الإنترنت